# TurboExpress

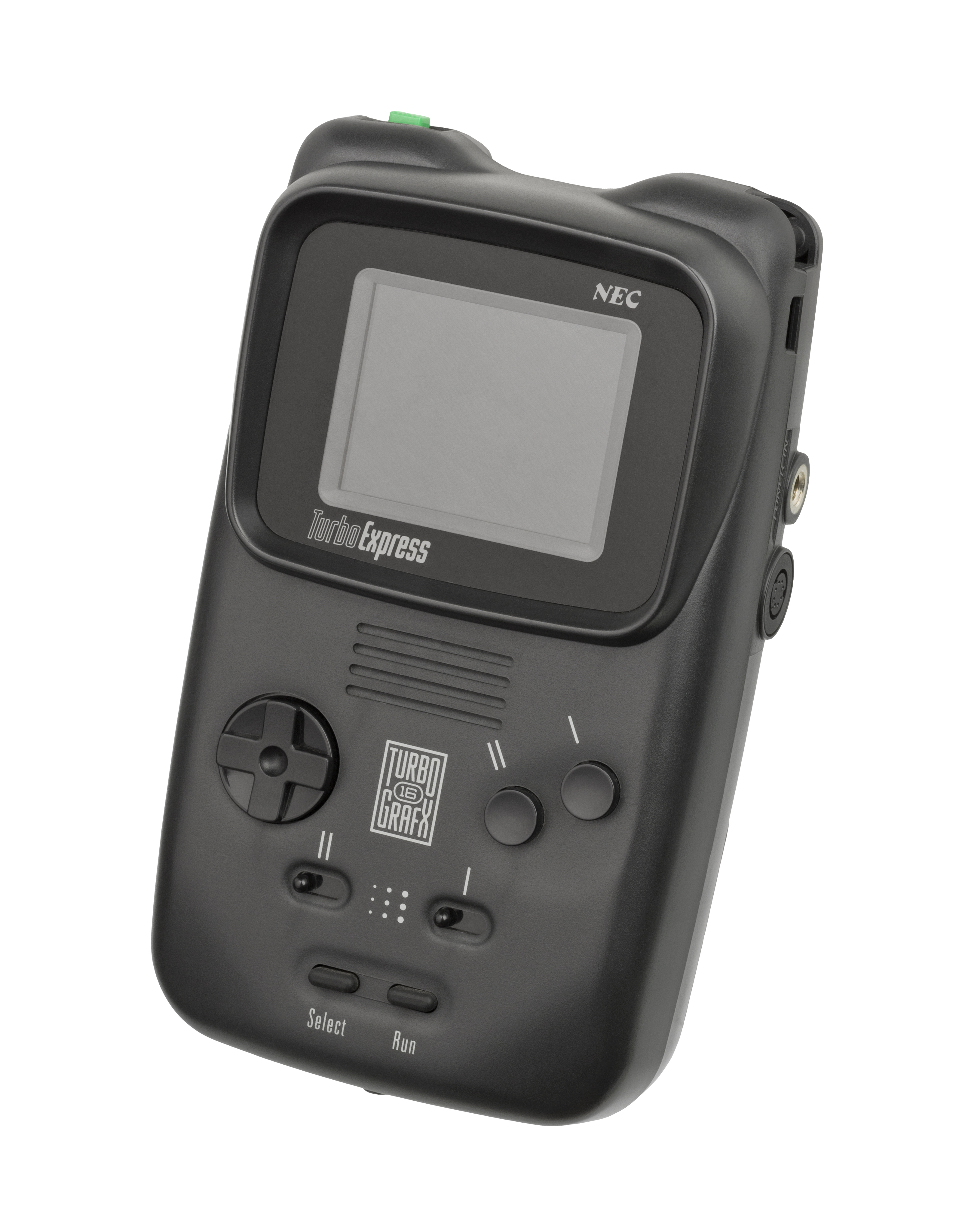
TurboExpress, una versión portátil de la consola TurboGrafx-16, que fue lanzada en 1990.

La PC Engine GT, conocida a nivel mundial como TurboExpress, es una consola de videojuegos portátil, lanzada por NEC en 1990. Es esencialmente una versión portátil de la consola de sobremesa de PC Engine creada tres años antes que tiene compatibilidad con los mismos pudiendo jugarse independientemente en cualquiera de las dos plataformas. 
Cuenta con una pantalla de 66 mm (2,6 pulg.), del mismo tamaño que la Game Boy original, y que puede mostrar 64 sprites a la vez, el 16 por scanline, en un máximo de 481 colores de una paleta de 512. Tiene 8 kilobytes de memoria RAM y una CPU HuC6280 a 1,79 o 7,16 MHz.
Como parte de la cuarta generación de consolas, la TurboExpress compitió principalmente con la Game Boy de Nintendo, la Sega Game Gear, y la Atari Lynx. Sin embargo, con 1,5 millones de unidades vendidas, muy por detrás de sus dos principales competidores, NEC no fue capaz de obtener ventas significativas o una participación suficiente en el mercado de las videoconsolas portátiles. 
Su precio de lanzamiento en los EE. UU. fue de $ 249.99 siendo elevado brevemente a $ 299.99, para luego caer de nuevo a $ 249.99, y en 1992 a $ 199.99.
- Datos: Q966193
- Multimedia: PC Engine GT/TurboExpress / Q966193